# معاهدة غنت

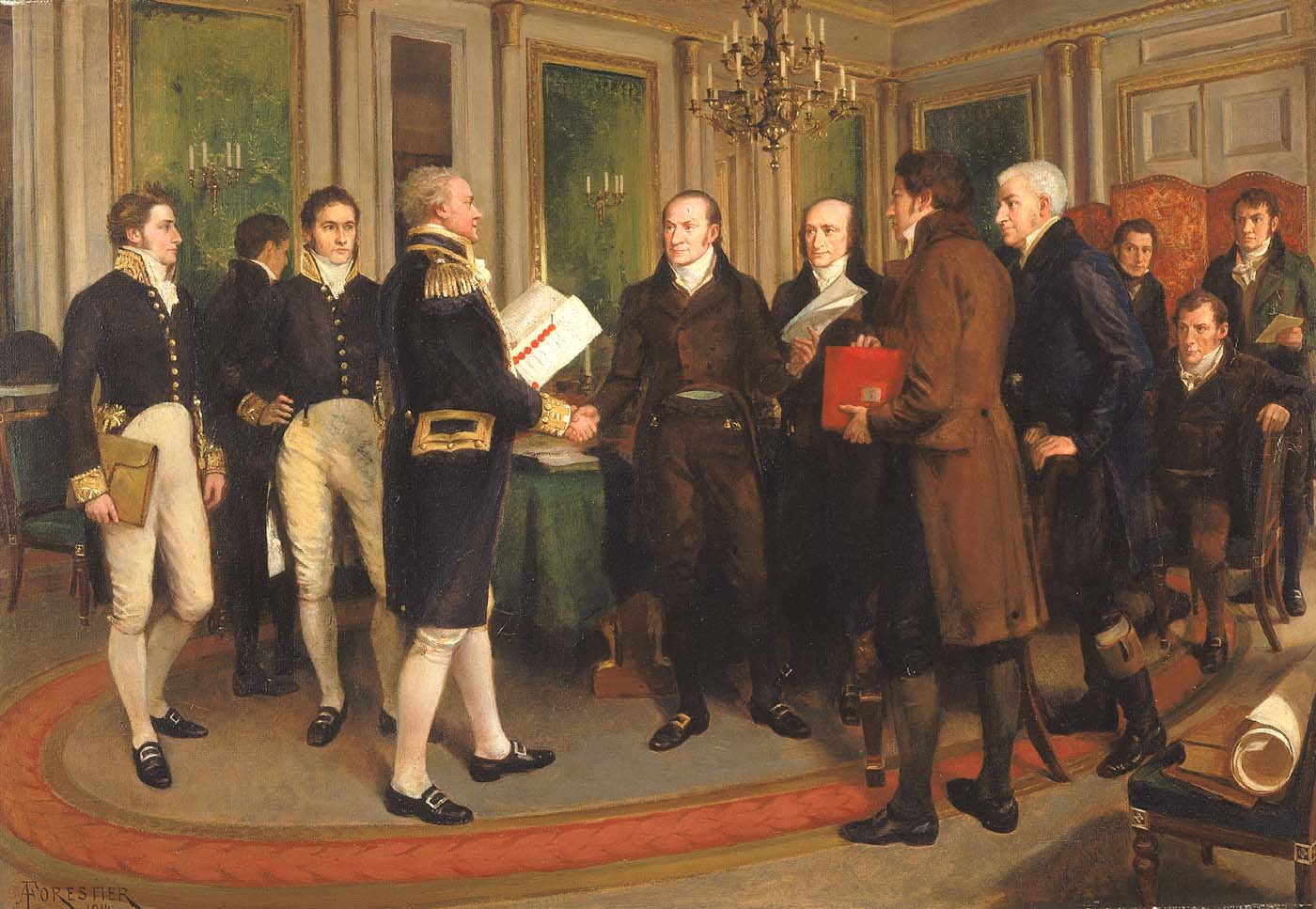
توقيع معاهدة غنت.

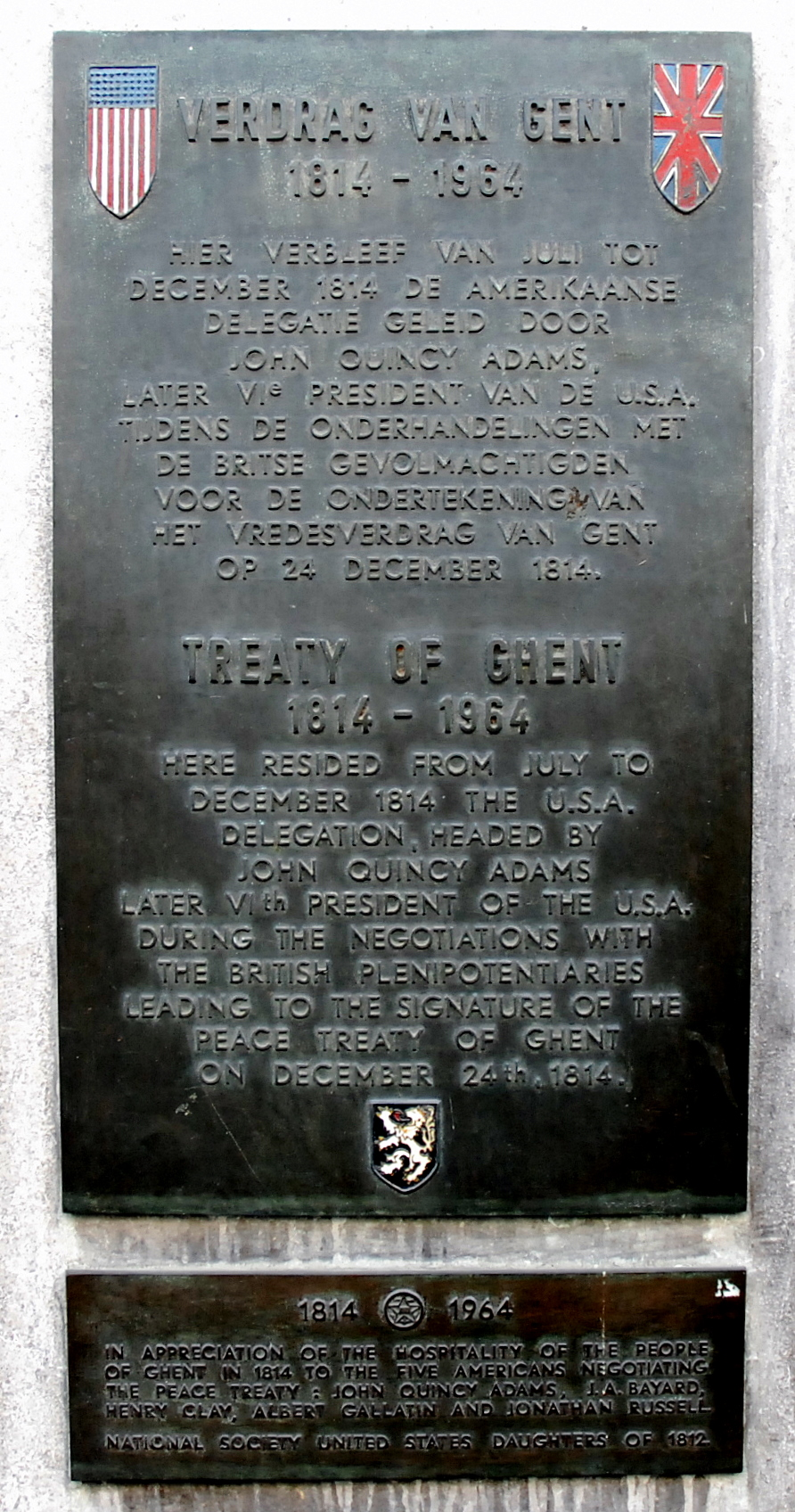
لافتة على المبني في Veldstraat، غنت، حيث جرت مفاوضات المعاهدة.

معاهدة غنت (بالإنجليزية: Treaty of Ghent)‏ بين بريطانيا والولايات المتحدة عام 1814م، اتفقتا بموجبها على حلِّ النزاعات بينهما سلْميًا. انتهت حرب 1812 بين بريطانيا والولايات المتحدة، ووقَّعت الدولتان المعاهدة في مدينة غنت في بلجيكا في 24 ديسمبر 1814، ثم صدَّقتا عليها في 17 فبراير 1815. وقد مثٌل أمريكا كل من جون كوينسي آدمز وجميس بيارد وهنري كلاي وجوناثان راسل وألبرت غلاتين. ومثَّل بريطانيا في المفاوضات السّير جيمس جامبير وهنري جولبيرن ووليام آدمز. ولم تمس المعاهدة أيًا من النزاعات التي كانت سببًا في الحرب، بل أبقت فقط على الأوضاع التي كانت سائدة قبل الحرب. ولم تذكر المعاهدة حتى حقيقة أَنَّ البحَّارة الأمريكيين أُجبروا على العمل في السفن البريطانيَّة بالقوة. وهذا الحذف أقل أهمية مما يبدو، لأن البريطانيين لم يكن لديهم سبب في الاستمرار في هذه الممارسة بعد هزيمة نابليون في عام 1815م.
أما مشكلة مناطق الصيد، ومشكلة دفع مبالغ العبيد الذين أُسروا أَثناء الحرب والنزاعات حول الحدود الشمالية الغربية، فقد تمت تسويتها كلها في مفاوضات لاحقة. الولايات المتحدة وبريطانيا لم يقاتلا بعضهما البعض منذ ذلك الحين.

## وصلات خارجية
- Full text of the Treaty of Ghent online.
- Text of treaty from the Avalon Project
- Treaty of Ghent and related resources at the Library of Congress
- Library of Congress Guide to the War of 1812